# Anna Chromy

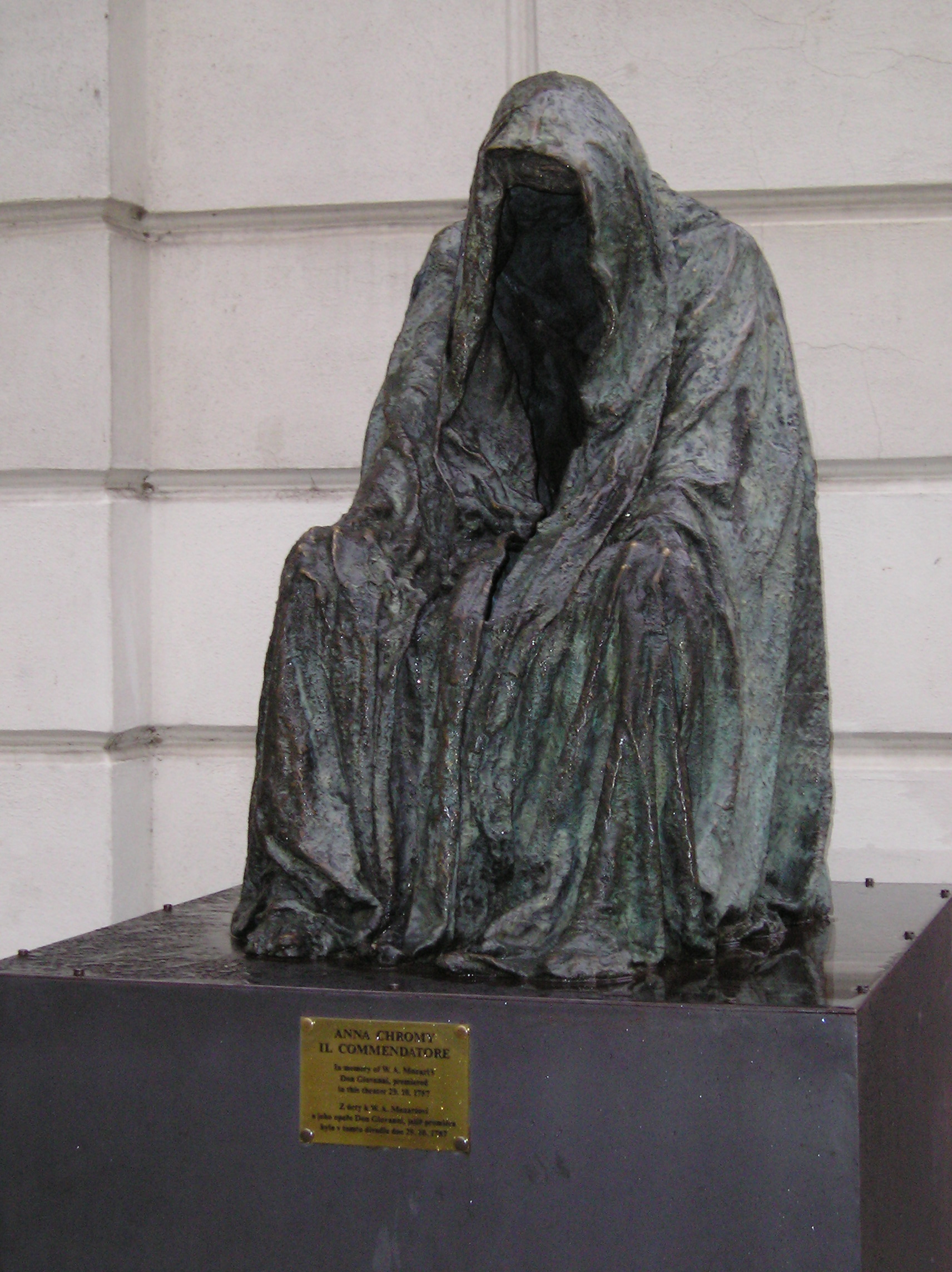
Plášť svědomí u Stavovského divadla

Anna Chromy (18. července 1940 Český Krumlov – 18. září 2021 Monako) byla česká malířka a sochařka. Vyrůstala v Rakousku, později žila ve Francii a pracovala v Itálii.

## Životopis
Anna Chromy se narodila v rodině pivovarníka Karla Webera a jeho ženy Marie, rozené Chromy. Na konci druhé světové války se s rodinou přestěhovala do Rakouska. Dětství Anna prožila v Linci, Salcburku a ve Vídni. Studovala balet. V roce 1965 se provdala za Wolfganga Steina. Manžel byl prezident firmy Telemundi, která se zabývala prodejem uměleckých předmětů. Po přestěhování do Paříže začala studovat umění. Při studiu na École nationale supérieure des beaux-arts ji zaujal surrealismus. V Paříži potkala Salvadora Dalího, který se stal jejím vzorem a učitelem. Jako umělecké jméno používala jméno své babičky. Od roku 1980 žila s manželem v Monte Carlu. Po vážné nehodě v roce 1992 se nemohla osm let věnovat malování. Zaměřila se proto na tvorbu bronzových a mramorových plastik.

## Ateliér
Anna Chromy měla ateliér v toskánské Pietrasantě, kde se také nachází slévárna bronzu. Zde pracovala na sochách z mramoru v ateliéru Massima Galleniho v Pietrasantě. Tvořila také v Carraře ve Studiu Michelangela Franka Barattiniho.

## Umění a svědomí

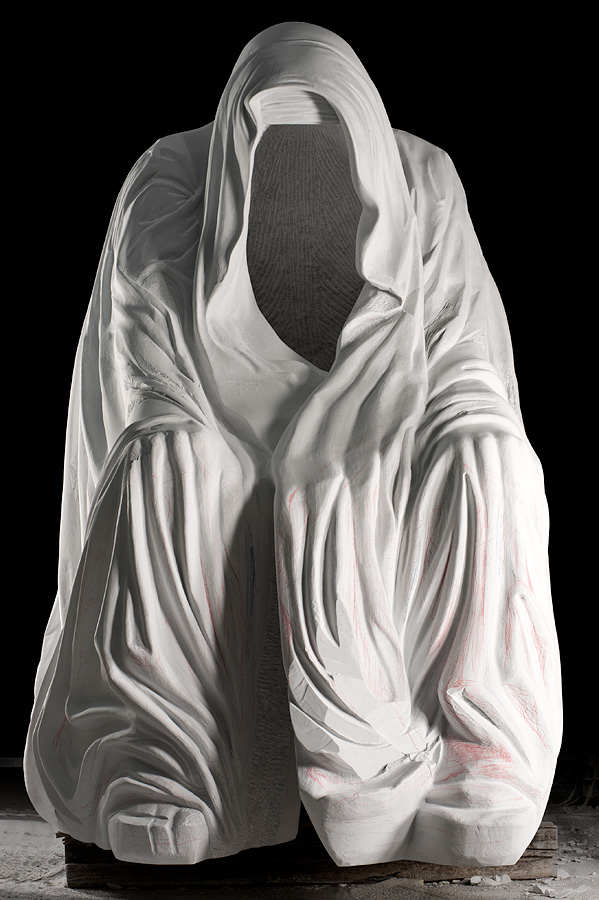
Plášť svědomí je vysoký 4,5 metru
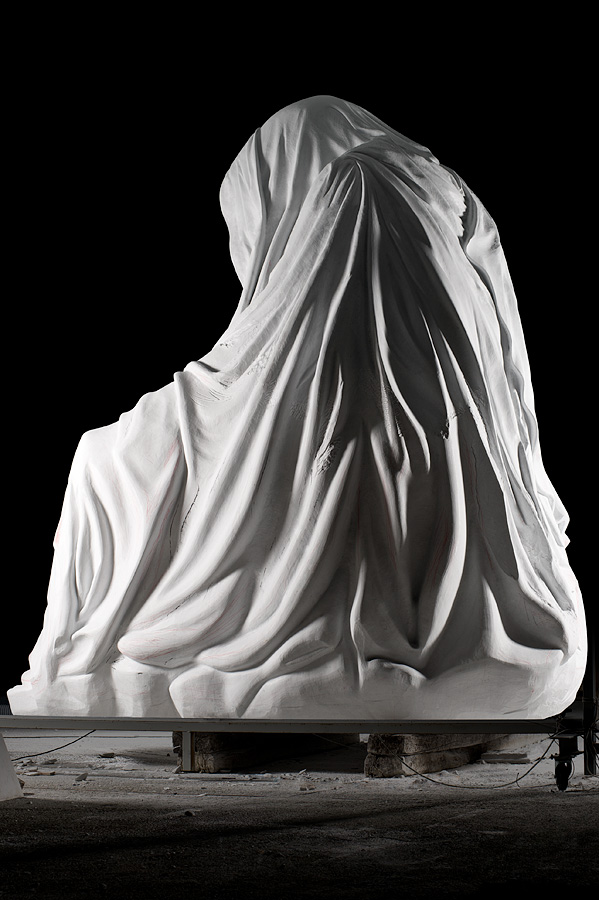
Váží 50 tun
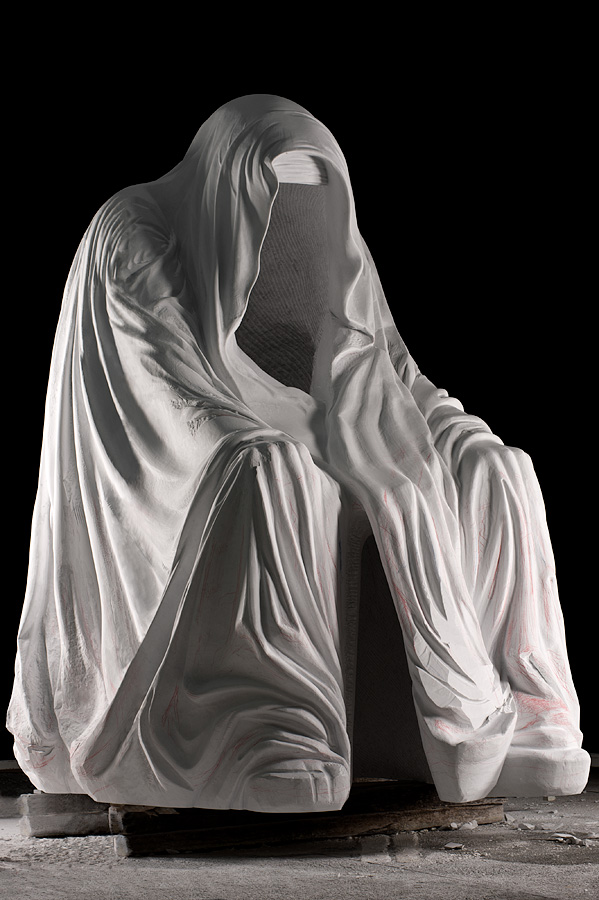
Návštěvníci jím mohou procházet
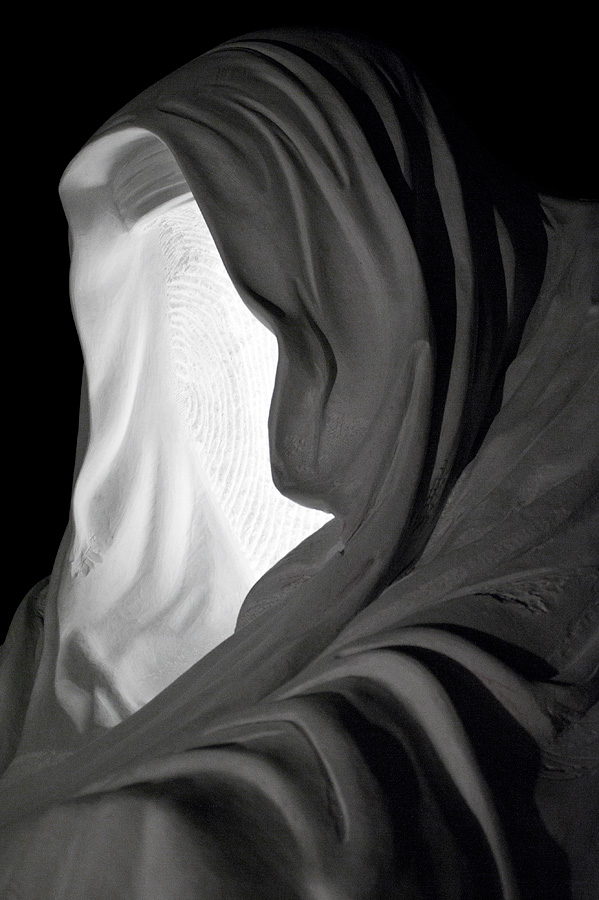
Detail pláště

Nejznámějším dílem Anny Chromy je „Prázdný plášť“, známý jako Plášť svědomí, Pieta či Commendatore, který se nachází na několika místech ve světě, např. v salcburské katedrále, před Stavovským divadlem v Praze, v Národním archeologickém muzeu v Aténách a na dalších místech.
V letech 2007 až 2010 zpracovala Plášť svědomí jako více než čtyři metry vysoký monolit. Byl vytesán z jednoho kusu bílého mramoru o váze 200 tun (váha sochy po zpracování je 50 tun). Práce probíhala ve studiu Cave Michelangelo v Carraře.
Mezi další významné plastiky patří Olympijský duch, který bude umístěn před budovu nové knihovny v Šanghaji a Europa, současná reinterpretace antické bohyně, která bude umístěna před některou z evropských institucí. V roce 2009 daroval monacký kníže Albert II. její dílo „Olivier d’Or“ nositeli Nobelovy ceny za mír, Elimu Wieselovi. Anna Chromy věnovala v roce 2008 papeži Benediktu XVI. model Pláště svědomí v Bazilice Svatého Petra, jako upomínku k založení Institutu svědomí.
Anna Chromy hledala inspiraci zejména v operách, klasických tancích a antické mytologii. Její malby obsahují odkazy na díla vídeňské školy fantastického realismu a ostatních středoevropských umělců. Barvy, které často používala i na svých plastikách, mají jemný turnerovský podtón.

## Hodnocení
| „               | Jste první ženou, která maluje silou muže. Vy vstoupíte do dějin malířství. | “ |
| — Salvador Dalí |                                                                             |   |

| „              | To, jak jsou díla Anny Chromy provedena, je mužská práce par excellence. | “ |
| — Pavel Kohout |                                                                          |   |

V roce 2016 obdržela umělkyně z rukou Oldřicha Lomeckého cenu Prahy 1, která je udělována za významná umělecká, vědecká a jiná díla mající vztah k městské části. Při veřejném hlasování v roce 2017 o oblíbenosti moderních soch v Praze se Plášť svědomí umístil na prvním a Čeští muzikanti na pátém místě z dvaceti zveřejněných plastik.
Své sochy počínaje rokem 2002 věnovala na různá, mnohdy velmi významná místa v Praze (Plášť svědomí u Stavovského divadla, Tančící fontána na Senovážném náměstí), přičemž umisťování některých soch provázely protesty některých umělců. Milan Knížák a Jiří Fajt kritizovali především uměleckou úroveň soch; Zdeněk Lukeš je označil za jedny z nejhorších soch v Praze. Darované sochy neprocházely výběrovým řízením. Darovanou sochu totiž město (např. Athény, Praha, nebo Salcburk) obvykle přijalo a umístilo dle přání autorky. Podle autora publikace o normalizačních plastikách Vetřelci a volavky Pavla Karouse si tak autorka darováním soch zlepšovala své portfolio. V roce 2003 vedl Milan Knížák demonstraci namířenou proti jejím sochám.

## Výstavy
- Don Giovanni and the Sound of Bronze (2000) Praha
- Il Canto di Orfeo (2004) Pietrasanta, Itálie
- Europe (2005) Place Vendôme, Paříž
- Mythos Revisited (2007), Národní archeologické muzeum, Atény
- Dream of the East (2009), Peking

## Obrazy

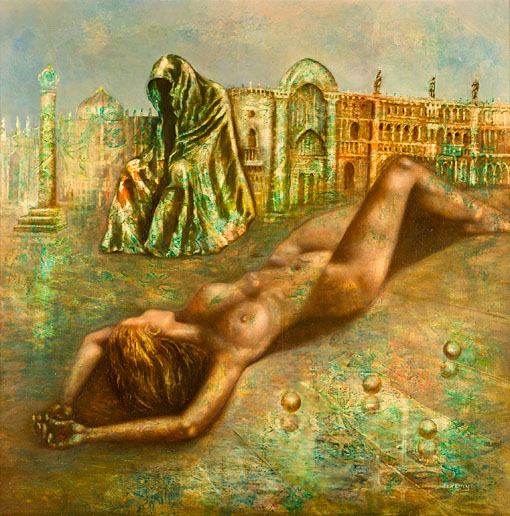
'Být či nebýt', 1982, 100 cm × 100 cm
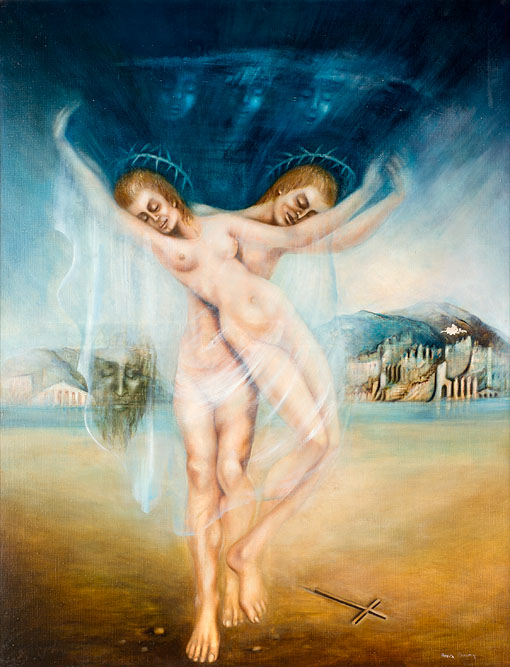
'Nekonečná láska', 1979, 90 cm × 115 cm
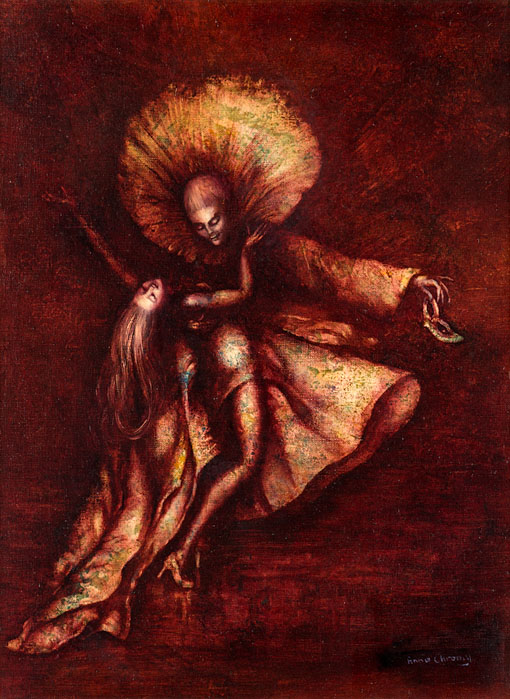
'Ples v Benátkách', 1979, 45 cm × 60 cm
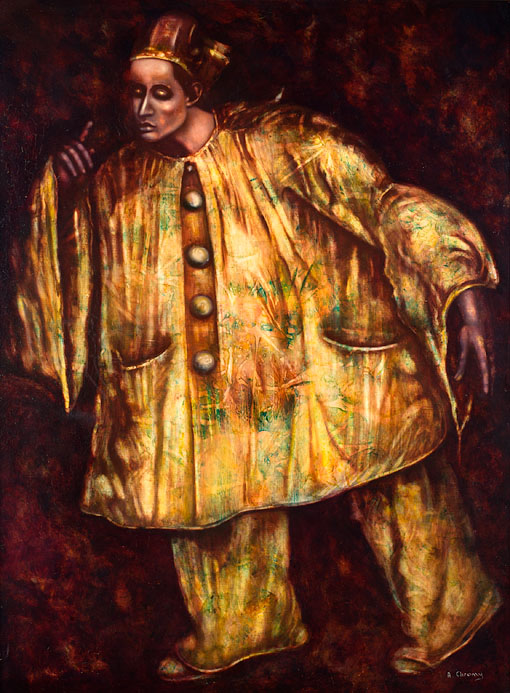
'Klaun', 1979, 95 cm × 130 cm

## Veřejné sochy

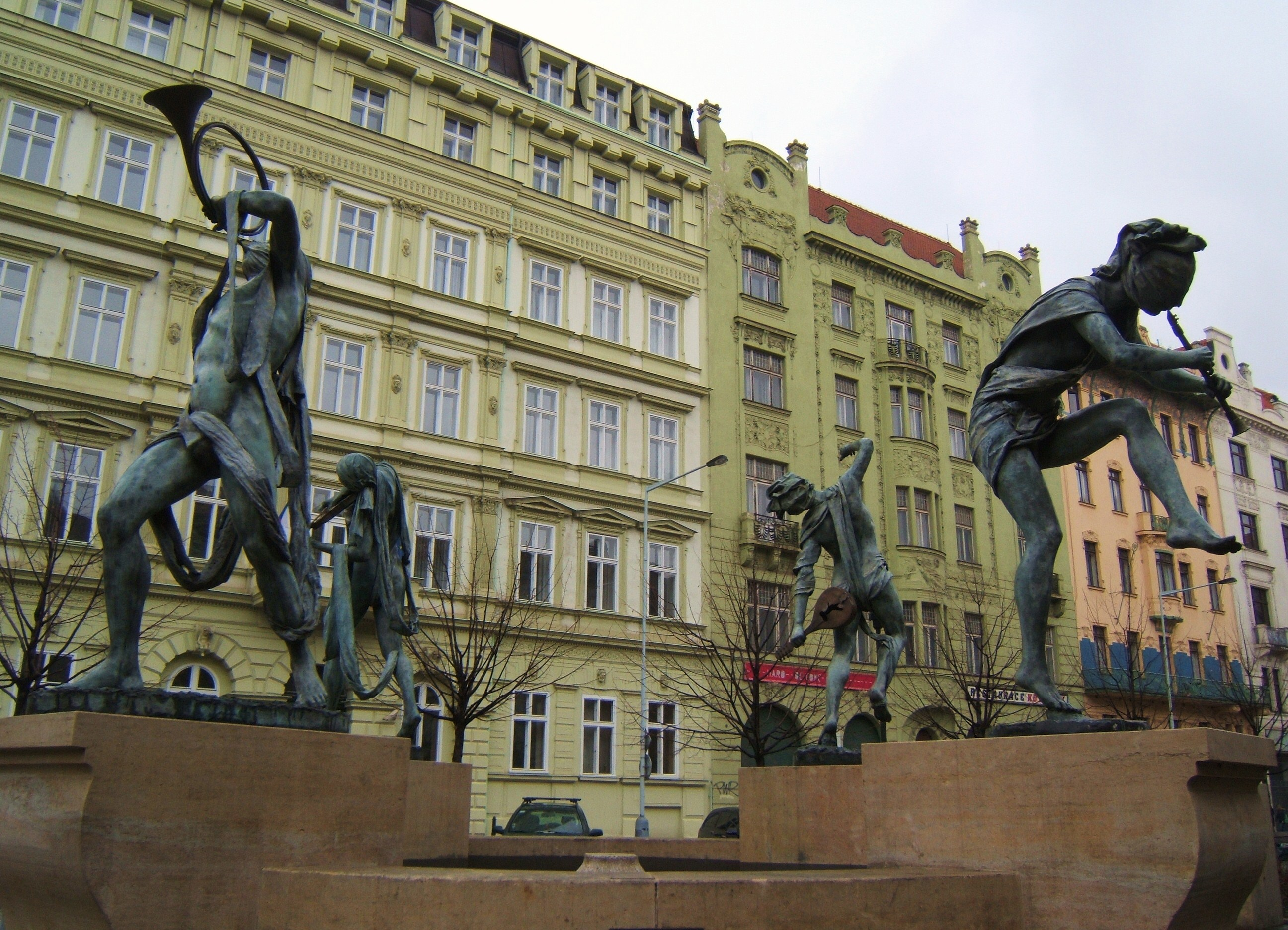
Tančící fontána, Praha, Senovážné náměstí
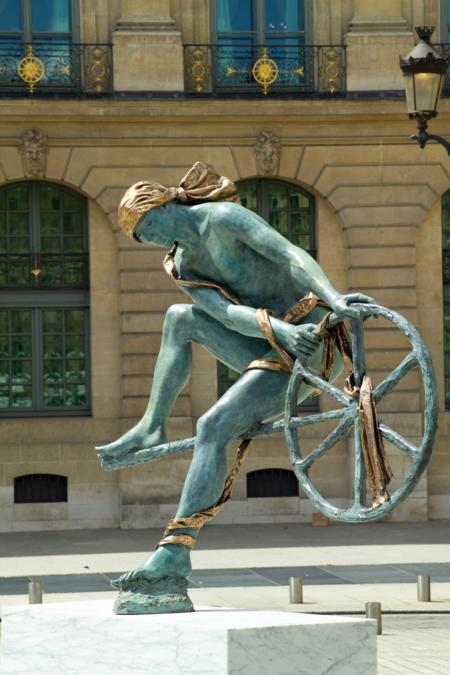
Odyseus (2000) 200 cm
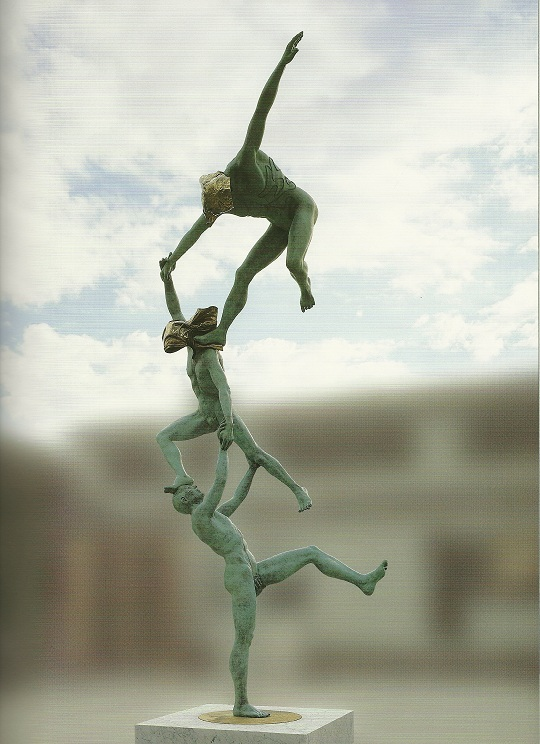
Olympijský duch (2004) 580 cm